# Lang & Schwarz
Die Lang & Schwarz Aktiengesellschaft ist eine Holding aus der Finanzdienstleistungsbranche mit 77 Mitarbeitern, die 1996 in Düsseldorf gegründet wurde und im Freiverkehr (Basic Board) der Frankfurter Wertpapierbörse notiert ist.
Operativ entwickelt die Lang & Schwarz Aktiengesellschaft derivative Produkte und emittiert diese unter dem eigenen Namen. Über 10.000 derivative Produkte der Lang & Schwarz Aktiengesellschaft werden direkt über die Lang & Schwarz TradeCenter AG & Co. KG außerbörslich zum Handel angeboten sowie börslich an der Börse Stuttgart und der BX Swiss.
Die Lang & Schwarz TradeCenter AG & Co. KG betreibt u. a. als sog. systematischer Internalisierer die Plattform für außerbörslichen Handel in Deutschland mit den längsten Handelszeiten. So wird der Handel wochentäglich von 7:30 Uhr bis 23:00 Uhr gewährleistet sowie samstags von 10:00 Uhr bis 13:00 Uhr und sonntags von 17:00 Uhr bis 19:00 Uhr. Kunden von über rund 20 Partnerbanken wird der Handel mit in- und ausländischen Aktien, Fonds, Bonds und ETF, ETC, ETN, sowie mit derivativen Produkten der Lang & Schwarz Aktiengesellschaft angeboten. Sie ist Market Maker an der LS Exchange, dem elektronischen Handelssystem der Börse Hamburg, auf Xetra, an der Wiener Börse und an der BX Swiss.
Die Lang & Schwarz Broker GmbH bietet klassisches Brokerage, Market Making, sowie Beratung beim Going & Being Public, inklusive IPO- und Corporate-Finance-Beratung an und ist Capital Market Partner der Deutschen Börse und Kapitalmarktpartner der Börse Düsseldorf.

## Unternehmensgeschichte

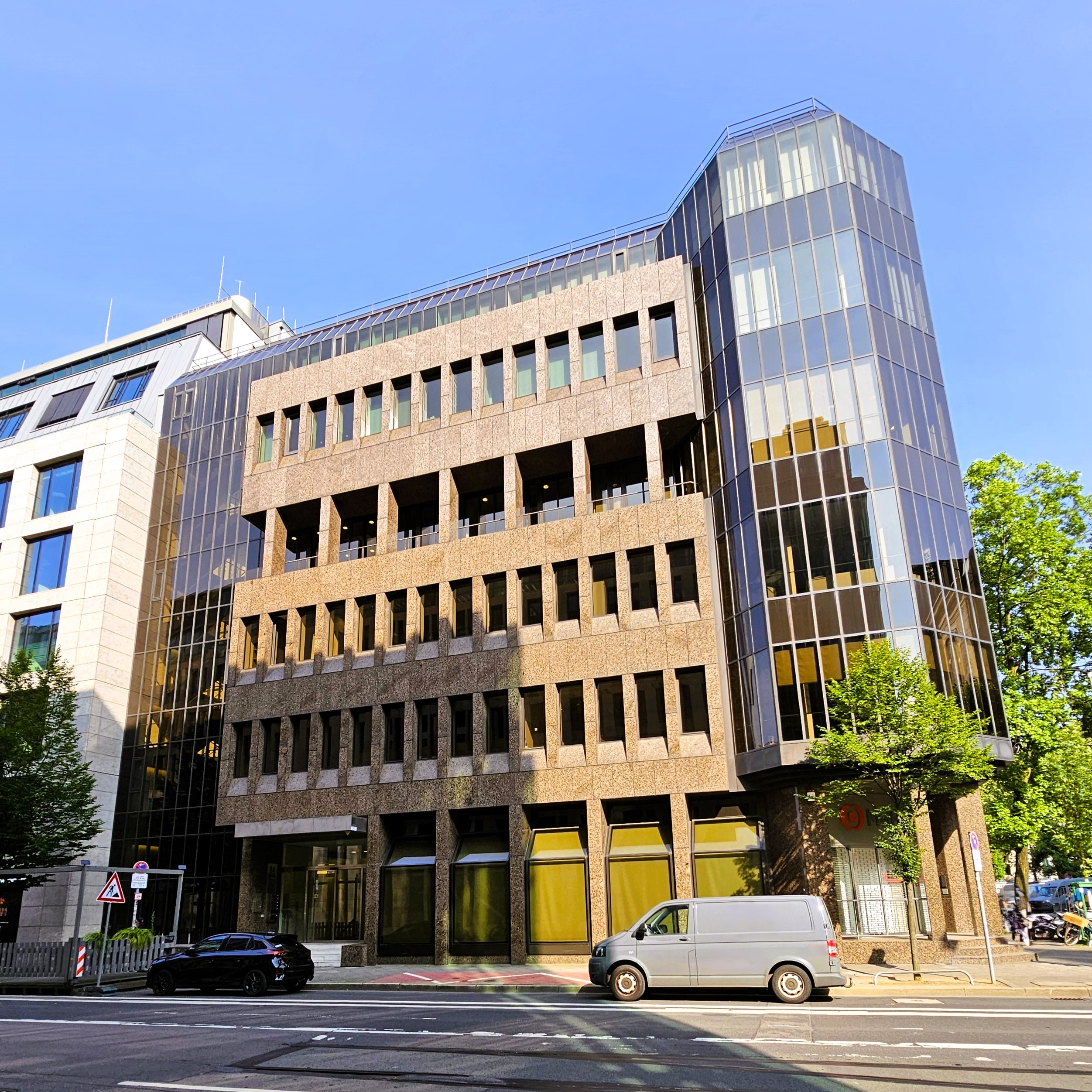
Sitz der Lang & Schwarz AG in Düsseldorf, Breite Straße 34, im August 2024

Am 19. Januar 1996 wurde das Unternehmen als Lang & Schwarz Börsenmakler GmbH in Düsseldorf gegründet. Gründungsvorstände waren Thomas Lang und Jörg Schwarz. Im Sommer 1998 erfolgte die Umwandlung in eine Aktiengesellschaft. Zusätzlich zur ursprünglichen Tätigkeit als Freimakler wurde im Jahr 1999 der Geschäftsumfang um den außerbörslichen Handel in Aktien erweitert und die ersten Designated Sponsoring-Mandate übernommen. Im selben Jahr wurde der heutige S-Broker (damals noch pulsiv AG) gegründet. Lang & Schwarz war als Mitgründer beteiligt, verkaufte ihre Anteile jedoch im Jahr 2001.
Im Jahr 2000 begann die Emission von und der Handel mit eigenen derivativen Produkten. In den folgenden Jahren wuchs das Unternehmen vor unter anderem in diesem Bereich und emittiert seither auf unterschiedliche Werte unter anderem Optionsscheine, Turbo-Zertifikate und Themenzertifikate, einschließlich Indexzertifikate (hierunter fallen auch Wikifolio-Indexzertifikate).
Lang & Schwarz beteiligte sich 2001 an der vwd Informations Services GmbH, der späteren Quotrix AG, heutige vwd TransactionSolutions AG. Diese Beteiligung wurde 2005 an die Vereinigte Wirtschaftsdienste (vwd) verkauft.
Thomas Lang schied im Zuge von Restrukturierungsmaßnahmen zum 15. November 2002 aus dem Vorstand aus. André Bütow übernahm als neuer Vorstand ab diesem Zeitpunkt die Verantwortung für den Derivaten Handel und das Market Making. Am 12. Februar 2004 schied auch Jörg Schwarz aus dem Unternehmen aus. Ab dem 1. Juli 2004 übernahm Peter Zahn als neuer Vorstand den Bereich Financial Services.
Die Produktpalette des außerbörslichen Handels wurde 2006 um Fonds erweitert. Im November 2006 wurden derivative Produkte von Lang & Schwarz erstmals an der Börse Stuttgart im Segment EUWAX gelistet. Zudem wurde das Geschäftsfeld um die Kapitalmarktberatung erweitert und das Unternehmen begleitete erstmals einen Börsengang. Am 28. September 2006 erfolgt die Notierungsaufnahme der Aktien von Lang & Schwarz im Geregelten Markt der Deutschen Börse. Die Aktie des Unternehmens wechselte 2009 in den Entry Standard und notiert heute im Freiverkehr/Open Market (Basic Board).
Im Rahmen einer Konzernumstrukturierung wurde die Lang & Schwarz Broker GmbH als 100-prozentige Tochtergesellschaft gegründet. Sie nahm die Geschäftstätigkeit am 1. Januar 2010 als Wertpapierhandelsbank auf. Zweck der Firma ist neben dem klassischen Brokergeschäft die Kapitalmarktberatung und -betreuung. Sie übernahm zu diesem Zweck diese Geschäftsbereiche aus der Muttergesellschaft. Später wurde die IT-Tochter LS Gate auf sie verschmolzen. Ebenfalls im Jahr 2010 wurde die Lang & Schwarz TradeCenter AG & Co. KG als 100-prozentige Konzerntochter gegründet, die zum 1. Dezember 2010 ihre Geschäftstätigkeit als Finanzdienstleistungsinstitut mit dem Market Making aufnahm und ebenfalls hierzu Geschäftsbereiche aus der Muttergesellschaft übernahm. In diesem Zusammenhang gab die Lang & Schwarz Aktiengesellschaft ihre eigenen Erlaubnisse zum Betreiben von Dienstleistungen im Sinne des Kreditwesengesetz zurück und fungiert seither als Finanzholding des durch die BaFin beaufsichtigten Konzerns.
Die Social-Trading-Anlageplattform wikifolio.com startete 2012. Lang & Schwarz war Mitinitiator und fungiert seither als Emittent der Wikifolio-Indexzertifikate. Die Funktion der Berechnungsstelle für die Wikifolio-Indizes und die Market Maker Funktion übernahm die Lang & Schwarz TradeCenter AG & Co. KG. Die Lang & Schwarz Aktiengesellschaft beteiligte sich 2013 an der wikifolio Financial Technologies AG. Nach der Einführung in Deutschland wurden Wikifolio-Indexzertifikate 2013 in Österreich öffentlich angeboten und 2015 auch für den Vertrieb in der Schweiz zugelassen. Lang & Schwarz gewann für die Wikifolio-Indexzertifikate 2015 den Zertifikate Award.
2016 startete Lang & Schwarz mit der LS Exchange (LS-X) unter der börslichen Aufsicht der Börse Hamburg. Die Lang & Schwarz TradeCenter KG ist alleiniger Market Maker an diesem neuen Börsensegment.
Am 31. Oktober 2019 trat Peter Zahn im Rahmen der Nachfolgeregelungen als Vorstand zurück. Der bisherige Leiter Finanzen der Lang & Schwarz Aktiengesellschaft, Torsten Klanten, wurde mit Wirkung zum 1. November 2019 zum Vorstandsmitglied, zuständig für die Verwaltungsbereiche, berufen. André Bütow wurde im gleichen Zug zum Vorsitzenden des Vorstands ernannt. Er ist seitdem konzernweit für die Handelsaktivitäten und EDV zuständig.
Am 24. August 2021 gab Lang & Schwarz bekannt, Steuerrückstellungen über 45 Millionen Euro aufgrund steuerstrafrechtlicher Ermittlungen, die den Zeitraum 2007 bis 2011 betreffen, zu bilden. Der Aktienkurs sackte daraufhin um bis zu 40 % ab. Die Aktionärsversammlung wurde in das vierte Quartal 2021 verschoben.
Seit dem 18. Mai 2022 ist Oliver Ertl Mitglied des Vorstands. Er ist der Nachfolger von André Bütow. Die beiden Vorstandsmitglieder Oliver Ertl und Torsten Klanten sind zugleich die Geschäftsführer des EDV-Dienstleiters Lang & Schwarz Gate GmbH mit Sitz in Düsseldorf. Der Vorsitzende des Aufsichtsrats der Lang & Schwarz Aktiengesellschaft ist Jan Liepe.